# Strombus costatus
Strombus costatus är en snäckart som beskrevs av Gmelin 1791. Strombus costatus ingår i släktet Strombus och familjen Strombidae. Inga underarter finns listade i Catalogue of Life.